# Czerwony pająk
Czerwony pająk – polski thriller z 2015 roku w reżyserii Marcina Koszałki. Film inspirowany był prawdziwą historią Karola Kota, dwudziestoletniego mordercy z Krakowa.
Międzynarodowa premiera filmu miała miejsce 6 lipca 2015 roku podczas MFF w Karlowych Warach, gdzie był pokazywany w konkursie głównym. Na ekrany polskich kin wszedł 27 listopada 2015 roku.

## Fabuła
Film jest mroczną opowieścią o młodzieńczej fascynacji mordercą. Kraków, lata 60. XX wieku. Życie nastoletniego Karola zmienia się, gdy staje się on świadkiem zabójstwa. Zaczyna śledzić sprawcę, odkrywa ciemną stronę swojej natury i nawiązuje więź z mordercą. W porozumieniu popełniają kolejne zbrodnie. Karol motywowany zyskaniem sławy ujawnia się jako zabójca, zostaje skazany na karę śmierci i powieszony.

## Realizacja
W 2011 roku Marcin Koszałka zapowiedział, iż planuje realizację filmu, którego bohaterem będzie „wampir z Krakowa”. Czerwony pająk to debiutancki długometrażowy film fabularny w reżyserii Koszałki, dofinansowany przez Polski Instytut Sztuki Filmowej. Film nie przedstawia jednak prawdziwej historii Karola Kota, a jest tylko luźno inspirowany jego postacią. Główną rolę, mordercy o nazwisku Karol Kremer, zagrał Filip Pławiak.

## Plenery
Zdjęcia kręcono w następujących lokacjach:
- Kraków (zalew Zakrzówek, klub „Feniks” przy ul. Św. Jana 2, Fort Świętego Benedykta na wzgórzu Lasoty, były areszt śledczy przy ul. Stefana Czarnieckiego 3, hotel „Forum” przy ul. Konopnickiej 28, ulica Krzemionki),
- Warszawa (basen Pałacu Młodzieży w Pałacu Kultury i Nauki)[3].